# Goniurosaurus toyamai
Espèce
Synonymes
- Goniurosaurus kuroiwae toyamai 
Grismer, Ota & Tanaka 1994

Statut de conservation UICN

 CR B1ab(iii,v) : 
En danger critique
Goniurosaurus toyamai est une espèce de geckos de la famille des Eublepharidae.

## Répartition
Cette espèce est endémique de Iheya-jima dans l'archipel Nansei au Japon,.

## Étymologie
Cette espèce est nommée en l'honneur de Masanao Toyama.

## Publication originale
- Grismer, Ota & Tanaka, 1994 : Phylogeny, classification, and biogeography of Goniurosaurus kuroiwae (Squamata: Eublepharidae) from the Ryukyu Archipelago, Japan, with description of a new subspecies. Zoological Science (Tokyo), vol. 11, n. 2, p. 319-335.